# Anywhere Is
«Anywhere Is» es un sencillo de Enya extraído de su álbum The Memory of Trees publicado en 1995. Es el segundo tema en el álbum. De este se produjeron dos versiones destinadas para cada edición; la primera fue la versión del tema de 3:58 presente en el álbum de estudio, y la segunda fue una versión acortada de ésta con una duración de 3:48 destinada a la aparición en el sencillo. Esta última se designó como la versión oficial del tema, haciendo una nueva aparición en el álbum recopilatorio de Enya Paint the Sky with Stars: The Best of Enya y seguidamente en todas las compilaciones de Enya. Llegó al puesto #7 en la lista UK Singles Chart en noviembre de 1995. La letra de la canción se encuentra escrita en Inglés.

## Lista de temas
- 'Edición Oficial'

| Nº | Tema           | Duración |
| -- | -------------- | -------- |
| 1. | "Anywhere Is"  | 3:48     |
| 2. | "Boadicea"     | 3:32     |
| 3. | "Oriel Window" | 2:23     |

- 'Edición Especial'

| Nº | Tema             | Duración |
| -- | ---------------- | -------- |
| 1. | "Anywhere Is"    | 3:48     |
| 2. | "Book Of Days"   | 2:55     |
| 3. | "Caribbean Blue" | 3:58     |
| 4. | "Orinoco Flow"   | 4:26     |